# Jeeves e lo spirito natalizio
Jeeves e lo spirito natalizio (Jeeves and the Yule-tide Spirit) è un racconto dello scrittore inglese P. G. Wodehouse, pubblicato per la prima volta nel dicembre 1927 su periodici e in volume nel 1930 nella raccolta di racconti Very Good, Jeeves!. Il racconto è stato pubblicato per la prima volta in italiano già nel 1930 dalla Casa editrice Monanni.
Jeeves è deluso quando Bertie annulla il viaggio a Montecarlo per stare con Bobbie Wickham, di cui Bertie si è innamorato, e per vendicarsi di Tuppy Glossop. Bobbie suggerisce una vendetta che prevede il danneggiamento della borsa dell'acqua calda di Tuppy con un ago da rammendo.

## Storia editoriale
Jeeves and the Yule-tide Spirit fu pubblicato dapprima nel numero di dicembre 1927 del mensile britannico The Strand Magazine, con le illustrazioni di Charles Crombie, e, pochi giorni dopo, e nel numero del 24 dicembre 1927 del settimanale statunitense Liberty, con le illustrazioni di Wallace Morgan, in versione ridotta e con l'ortografia "Yuletide" nel titolo. Fu pubblicato in volume, assieme ad altri dieci racconti della serie Jeeves, nella raccolta Very Good, Jeeves! edita per la prima volta nel 1930 in due diverse edizioni: negli Stati Uniti (USA) il 20 giugno 1930 dalla casa editrice Doubleday, Doran di New York, e nel Regno Unito (UK) il 4 luglio 1930 dalla Herbert Jenkins di Londra. La raccolta americana riproduce la versione ridotta di Liberty; la raccolta inglese raccoglie i testi pubblicati su The Strand Magazine, ma con piccole varianti che sembrano essere state introdotte dall'editore Jenkins.
Nell'arco di ottantadue anni, a partire dal 1930, sono state fatte tre traduzioni in lingua italiana del racconto Jeeves and the Yule-tide Spirit. Fu tradotto per la prima volta in italiano già nel 1930 da Alberto Tedeschi col titolo Jeeves e l'allegria del Santo Natale, secondo racconto della raccolta Benissimo, Jeeves!. La traduzione di Tedeschi è stata utilizzata anche dalle Edizioni Bietti a partire dal 1933. Il titolo della voce ("Jeeves e lo spirito natalizio") corrisponde alla traduzione di Angela Zuffada Locuratolo del 1990 per l'editore Mursia.

## Trama
Bertie Wooster aveva inizialmente programmato di trascorrere il Natale a Monte Carlo, accompagnato dal suo valletto Jeeves. Lady Wickham però lo invita per Natale nella sua residenza di Skeldings Hall e Bertie, con disappunto di Jeeves, accetta. Prima della partenza, zia Agatha ammonisce Bertie di comportarsi bene a Skeldings, perché vi incontrerà anche Sir Roderick Glossop, il grande psichiatra, il quale, su richiesta di zia Agatha, darà a Bertie una nuova occasione di dimostrare che non è malato di mente.
Effettivamente a Skeldings Hall Sir Roderick si mostra sorprendentemente cordiale con Bertie; Jeeves invece è arrabbiato per la mancata vacanza a Monte Carlo. Bertie gli espone allora i tre motivi che lo hanno spinto a venire a Skeldings: primo, a Skeldings Halls c'è più spirito natalizio; secondo, Bertie vuole vendicarsi di Tuppy Glossop, il nipote di Sir Roderick, perché Tuppy una volta lo ha fatto a cadere vestito nella piscina del Drones Club; terzo, Bertie è innamorato di Bobbie. Su quest'ultimo punto, Jeeves dice che Bobbie, sebbene sia una giovane donna affascinante, è troppo volubile e frivola per Bertie; Jeeves aggiunge anche che nelle donne i capelli rosso fuoco, come quelli di Bobbie, siano segno di pericolo. Bertie respinge le preoccupazioni di Jeeves.
Più tardi, Bertie dice a Jeeves che Bobbie gli ha proposto un piano intelligente per la sua vendetta contro Tuppy: Bertie legherà un grosso ago da rammendo all'estremità di un lungo bastone, poi di notte si intrufolerà nella stanza di Tuppy e, mentre questi dorme, gli bucherà la borsa dell'acqua calda. Jeeves è contrario, ma Bertie gli ordina di preparargli il bastone con l'ago. Jeeves indica Bertie la stanza dove dorme Tuppy. Alle due e mezzo della mattina di Natale, Bertie si intrufola nella stanza di Tuppy e buca la borsa dell'acqua calda; ma la porta si chiude rumorosamente, l'occupante del letto si sveglia e, con sorpresa di Bertie, non è Tuppy ma Sir Roderick Glossop. Furente, Sir Roderick informa Bertie che lui e Tuppy avevano cambiato stanza e lui stesso aveva incaricato Jeeves di riferirlo a Bertie. Bertie si sente tradito da Jeeves. Poiché il letto è bagnato, Sir Roderick va a dormire nel letto di Bertie. Umiliato, Bertie dorme su una poltrona.
Quando Bertie si sveglia, vede Jeeves in piedi che gli augura "Buon Natale, signore!". Alla richiesta di Bertie, Jeeves confessa di aver saputo dello scambio delle stanze fra Tuppy e Sir Roderick e di aveva rovinato coscientemente il piano di Bertie per compromettere definitivamente, da parte di Ser Roderick, l'approvazione del matrimonio fra sua figlia Honoria e Bertie. Bertie si pente di aver dubitato della lealtà di Jeeves. Jeeves aggiunge che durante la notte si è verificato un secondo incidente: la borsa dell'acqua calda di Sir Roderick è stata bucata da Tuppy il quale ignorava che il letto di Bertie era occupato da Sir Roderick; l'attentato contro Bertie era stato suggerito a Tuppy da Bobbie. Bertie è sbalordito dal tradimento di Bobbie e sente di non amarla più. Per evitare problemi con Sir Roderick e zia Agatha, Jeeves suggerisce a Bertie di partire per Monte Carlo, visto che Jeeves aveva dimenticato di disdire la prenotazione dell'alloggio. Bertie si dice d'accordo.

## Personaggi
Bertie WoosterL'io narrante. Giovane tollerante, ligio a un codice etico che lo obbliga a prestare aiuto agli amici in difficoltà o a non contraddire le donne, consapevole della superiorità intellettuale di Jeeves, tenta però di opporvisi; già fidanzato con Honoria Glossop, si innamora di Bobbie Wickham
Jeevesimpassibile, colto ed efficiente valletto di Bertie Wooster; avrebbe desiderato trascorrere le vacanze natalizie a Montecarlo;  giudica poco adatte al padrone sia Bobbie Wickham, a causa della natura frivola e dei capelli rossi, sia Honoria Glossop, a causa del carattere forte e del vigore intellettuale
zia Agatha Gregsondispotica zia di Bertie Wooster, desidera che il nipote sposi Honoria Glossop
Lady Wickhamamica di zia Agatha, cugina prima di Mr. Mulliner, vedova di Sir Cuthbert Wickham, proprietaria della residenza di Skeldings Hall, madre di Bobbie Wickham
Roberta Wickham detta "Bobbie"bella ragazza di capelli rossi, imprevedibile, dispettosa, progetta scherzi pesanti
Sir Roderick Glossopgrande psichiatra, in questo periodo avverso a Bertie Wooster
Honoria Glossopbella, intelligente e atletica figlia di Sir Roderick, già fidanzata di Bertie; zia Agatha vorrebbe ristabilire il fidanzamento fra Bertie e Honoria, Jeeves contrasta tale possibilità in via preventiva
Hildebrand Glossop detto "Tuppy"nipote di Sir Roderick e quindi cugino di Honoria, membro del Drones Club, fidanzato di Angela Travers (cugina preferita di Bertie Wooster), amico di Bertie, che tuttavia una volta ha fatto cadere vestito nella piscina del Drones Club

## Opere derivate
- "Tuppy and the Terrier", secondo episodio della prima serie di Jeeves and Wooster, prodotta dalla TV britannica ITV e trasmessa in Gran Bretagna per la prima volta il 29 aprile 1990[10].

## Critica
Anche in Jeeves e lo spirito natalizio, come nella maggior parte dei racconti della raccolta Benissimo, Jeeves!, si rilevano conflitti fra Bertie Wooster e Jeeves con quest'ultimo che non approva le scelte sentimentali del padrone e, soprattutto, l'annullamento della vacanza monegasca. Kristin Thompson scrive che il lettore può legittimamente sospettare che Jeeves in realtà abbia pianificato i vari "incidenti" e manipolato le azioni dei vari personaggi del racconto. Per il linguista Robert Hall,  la principale fonte di ilarità di Wodehouse è il linguaggio, e la comicità deriva spesso dalla creazione di nuovi vocaboli, o dall'uso di similitudini stranianti o dal ricorso a termini o fonti letterarie colte, tratte soprattutto dalla Bibbia e dalle opere di Shakespeare.

## Edizioni
- (EN) Very good, Jeeves!, 1ª ed., New York, Doubleday, Doran & Company Inc., 1930.
- (EN) Very good, Jeeves!, 1ª ed., London, Jenkins, 1930.
- Jeeves e l'allegria del Santo Natale, in Benissimo Jeeves! : romanzo umoristico inglese, traduzione di Alberto Tedeschi, Milano, Monanni, 1930, SBN TO01035100.
- Jeeves e l'allegria del Santo Natale, in Benissimo, Jeeves! : romanzo umoristico inglese, traduzione di Alberto Tedeschi, Milano, Bietti, 1933, SBN CUB0676835.
- Jeeves e lo spirito natalizio, in Benissimo, Jeeves, traduzione di Angela Zuffada Locuratolo, Milano, Mursia, 1990, ISBN 88-425-0696-6, SBN CFI0182400.
- Molto bene, Jeeves, traduzione di Tracy Lord, Milano, Polillo, 2012, ISBN 978-88-8154-297-0, SBN MIL0834354.